# Lamontélarié
Lamontélarié település Franciaországban, Tarn megyében. Lakosainak száma 55 fő (2022. január 1.). Lamontélarié La Salvetat-sur-Agout, Anglès, Fontrieu és Lacaune községekkel határos.

## Népesség
A település népességének változása:
| Lakosok száma | 70   | 73   | 76   | 68   | 63   | 58   | 57   | 56   | 55   |
|               | 2013 | 2015 | 2016 | 2017 | 2018 | 2019 | 2020 | 2021 | 2022 |